# Salih Teksöz
Salih Teksöz (* 1. Januar 1994) ist ein türkischer Leichtathlet, der sich auf den Mittelstreckenlauf spezialisiert hat.

## Sportliche Laufbahn
Erste internationale Erfahrungen sammelte Salih Teksöz im Jahr 2019, als er bei den Balkan-Hallenmeisterschaften in Istanbul in 1:49,41 min die Bronzemedaille im 800-Meter-Lauf hinter dem Ukrainer Jewhen Huzol und Musa Hajdari aus dem Kosovo gewann. Anschließend schied er bei den Halleneuropameisterschaften in Glasgow mit 1:49,54 min in der ersten Runde aus. 2022 gewann er bei den Balkan-Hallenmeisterschaften in Istanbul in 1:51,01 min die Silbermedaille über 800 m hinter dem Bosnier Abedin Mujezinović und bei den Freiluft-Balkanmeisterschaften in Craiova sicherte er sich in 1:48,51 min die Bronzemedaille hinter dem Slowenen Jan Vukovič und Christos Kotitsas aus Griechenland. Anschließend verpasste er bei den Mittelmeerspielen in Oran mit 1:50,05 min den Finaleinzug. Im Jahr darauf siegte er in 1:47,95 min bei den Balkan-Meisterschaften in Kraljevo und 2024 gewann er bei den Balkan-Hallenmeisterschaften in Istanbul in 1:48,10 min die Silbermedaille hinter seinem Landsmann Ömer Faruk Bozdağ. Ende Mai belegte er bei den Freiluft-Balkan-Meisterschaften in Izmir in 1:49,33 min den vierten Platz. Kurz darauf schied er bei den Europameisterschaften in Rom mit 1:47,80 min im Vorlauf aus. Im Jahr darauf siegte er in 8:10,62 min im 3000-Meter-Lauf bei den Balkan-Hallenmeisterschaften in Belgrad. Ende Juni wurde sie bei der 2. Liga der Team-Europameisterschaft in Maribor in 1:48,38 min Erster im B-Lauf über 800 Meter und wurde in 4:43,87 min Vierter über 1500 Meter. Anschließend siegte er in 3:41,97 min über 1500 Meter bei den Balkan-Meisterschaften in Volos.
In den Jahren 2023 und 2024 wurde Teksöz türkischer Meister im 800-Meter-Lauf sowie 2023 auch über 1500 Meter. Zudem wurde er in den Jahren 2019 und von 2022 bis 2024 Hallenmeister im 800-Meter-Lauf sowie 2023 auch über 1500 Meter und 2025 über 3000 Meter.

## Persönliche Bestleistungen
- 800 Meter: 1:46,40 min, 10. September 2023 in Zagreb
  - 800 Meter (Halle): 1:47,70 min, 18. Februar 2024 in Istanbul
- 1500 Meter: 3:36,67 min, 9. Juli 2025 in Barcelona
  - 1500 Meter (Halle): 3:42,34 min, 20. Januar 2024 in Istanbul
  - 3000 Meter (Halle): 8:02,38 min, 23. Februar 2025 in Istanbul